# منظر للحب
منظر للحب هو فيلم غموض رومانسي فرنسي من إخراج نيكول جارسيا وبطولة جان دوجردان، ماري جوزيه كروز، توني سيرفيلو وساندريني كيبرلاين، صدر الفيلم في فرنسا في 15 ديسمبر 2010.